# Bettina Tucci Bartsiotas

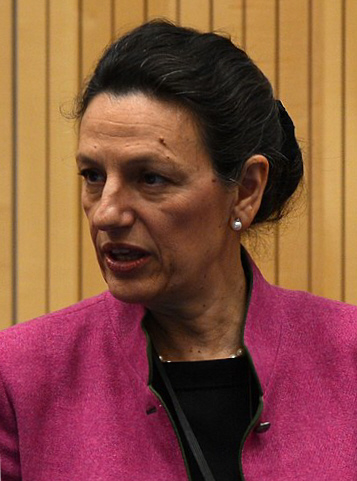
Bettina Tucci Bartsiotas (2012)

Bettina Tucci Bartsiotas (* vor 1979 in Uruguay) ist eine uruguayisch-amerikanische UN-Beamtin und war von 2018 bis 2020 Direktorin des UNICRI in Turin.

## Herkunft und Ausbildung
Bettina Tucci Bartsiotas wurde in Uruguay geboren und nahm später die US-amerikanische Staatsangehörigkeit an. Sie schloss 1979 einen B.A.-Studiengang in Betriebswirtschaft an der American University in Washington, D.C. ab und erwarb 1982 einen MBA mit Spezialisierung auf Finanzwesen und Investitionen an der dortigen George Washington University.

## Karriere
Bettina Tucci Bartsiotas arbeitete neben ihrem Studium von 1975 bis 1980 bei der Interamerikanischen Entwicklungsbank in Washington D.C. Von 1984 bis 1992 war sie als Wirtschaftsprüferin in Chevy Chase (Maryland) tätig.
1994 kam sie zur Internationalen Atomenergie-Organisation (IAEA) in Wien und bekleidete dort bis 2008 verschiedene leitende Positionen, bevor sie als Haushaltsdirektorin zu UNICEF nach New York wechselte. 2011 kehrte sie als stellvertretende Direktorin mit Zuständigkeit für die Finanzen zur IAEA zurück. 2014 wurde Bartsiotas von UN-Generalsekretär Ban Ki-moon zur stellvertretenden Generalsekretärin und Controllerin mit Zuständigkeit für Programmplanung, Haushalt und Rechnungswesen im UN-Sekretariat ernannt. Hier war sie entscheidend an der Implementierung von IPSAS (Internationalen Rechnungslegungsstandards) und ERP (Enterprise Resource Planning) beteiligt.
Im September 2018 übernahm Bartsiotas die Leitung des UN-Instituts für interregionale Kriminalitäts- und Justizforschung (UNICRI) in Turin. Bei ihrer Ernennung wies sie auf die großen transnationalen Herausforderungen in einer sich dramatisch verändernden Welt hin: Konflikte, organisiertes Verbrechen, Terrorismus, illegalen Handel und den Missbrauch neuer Technologien. Das soziale, wirtschaftliche und justizielle System der Welt sei größeren Gefahren ausgesetzt als je zuvor. Millionen von Menschen seien ihrer Grundrechte beraubt und deshalb seien Frieden, Entwicklung und Gerechtigkeit für sie nur schwer fassbare Konzepte. Die Antworten auf diese Herausforderungen müssten entsprechend einheitlich, vielfältig und innovativ sein und starke Synergien entwickeln. Am 30. März 2020 gab sie die Leitung des UNICRI an Antonia Marie De Meo weiter.

## Privates
Während ihrer Zeit bei der Interamerikanischen Entwicklungsbank lernte sie ihren Ehemann George Bartsiotas kennen, der später Mitglied der Gemeinsamen Inspektionsgruppe der Vereinten Nationen wurde.